# Хёйсет, Эдель
Эдель Тересе Хёйсет (норв. Edel Therese Høiseth; род. 27 января 1966 года в Шиене, Норвегия) — норвежская конькобежка, участница зимних Олимпийских игр 1984, 1988, 1992, 1994 и 1998 годов, серебряный призёр чемпионата мира, 41-кратная чемпионка Норвегии и 5-кратная призёр, 49-кратная рекордсменка Норвегии.

## Биография
Эдель родилась в Шиене, где и начала кататься на коньках в возрасте 8 лет. Она стала заниматься конькобежным спортом в возрасте 9-ти лет в клубе "IF Herkules" в своём родном городе. С 1978 года участвовала на молодёжном чемпионате Норвегии и в 1980 и 1981 годах была призёром. С 1981 года принимала участие на юниорском чемпионате страны. В 1982 году стала первой на молодёжном чемпионате Норвегии в мини-многоборье.
Эдель Хёйсет дебютировала в 1983 году в возрасте 17 лет на чемпионате Европы и заняла 18-е место в сумме многоборья, а на чемпионате мира в классическом многоборье заняла 23-е место. В том же году выиграла юниорский чемпионат Норвегии в многоборье и участвовала на юниорском чемпионате мира. В 1984 году она финишировала 20-й на чемпионате Европы.
На зимних Олимпийских играх в Сараево заняла 20-е место в беге на 1000 м и 24-е на 500 м. Следом во второй раз выиграла юниорский чемпионат страны и дебютировала на спринтерском чемпионате мира, заняв там 16-е место. С 1984 года и по 2001 год она участвовала на чемпионатах мира в спринтерском многоборье 19 раз подряд!!!, установив своего рода мировой рекорд и только однажды в 1996 году стала серебряным призёром в сумме спринта.
Хёйсет также участвовала на чемпионатах Европы вплоть до 1987 года и трижды занимала 18-е места в многоборье. На чемпионате мира в классическом многоборье 1985 и 1987 года занимала 24-е место. В 1986 году дебютировала на первом Кубке мира и трижды занимала 3-е место на дистанции 500 м. С 1985 и по 2002 год Эдель не было равных на чемпионате Норвегии в спринтерском многоборье и на дистанциях 500 и 1000 м.
В 1988 году она во второй раз участвовала на зимних Олимпийских играх в Калгари и заняла 14-е место в забеге на 500 м, 15-е на 1000 м. в 1992 году на зимних Олимпийских играх в Альбервилле заняла лучшее 13-е место в беге на 1000 м, заняла 20-е место на дистанции 500 м и 30-е на 1500 м. Через два года на очередных зимних Олимпийских играх в Лиллехаммере поднялась на 8-е место в забеге на 500 м и стала 20-й на 1000 м. В 1996 года она принимала участие на первом чемпионате мира на отдельных дистанциях, где финишировала 7-й в беге на 500 м и 12-й на 1000 м.
В 1999 году на чемпионате мира на отдельных дистанциях в Херенвене заняла 9-е место в забеге на 1000 м и 10-е на 500 м. Но лучшим результатом было 5-е место на 1000 м на чемпионате мира на отдельных дистанциях в Нагано. Она ещё участвовала в 2001 году на мировом первенстве, но не показала высоких результатов и в 2003 году завершила карьеру спортсменки.

## Личная жизнь и семья
Эдель Хёйсет после спортивной карьеры призналась, что лесбиянка и относится к ЛГБТ сообществу. Она работала в ночном клубе "Lerretet" в Драммене, которым управляла вместе с другом, после чего занялась тренерской деятельностью. С 2014 года работала вторым тренером в Национальной сборной, а с 2018 года подписала контракт на 2 года с норвежской ассоциацией конькобежцев. В 2019 году Эдель Хёйсет купила мотель в Савалене, где мечтала жить ещё с юности.